# Tragulidae
I Tragulidi (Tragulidae Milne-Edwards, 1864) sono una delle dieci famiglie che compongono l'ordine degli Artiodattili. Questi piccoli ungulati sono gli unici membri viventi dell'infraordine Tragulina: ne esistono 10 specie suddivise in tre generi, ma in passato ne sono vissute molte altre, conosciute solamente a partire dai resti fossili. Tutte le specie sono diffuse nelle foreste dell'Asia meridionale e sud-orientale, a eccezione di una che vive nelle foreste pluviali dell'Africa centrale e occidentale. Vivono da soli o in coppia e si nutrono quasi esclusivamente di materia vegetale. A seconda delle specie, i Tragulidi asiatici pesano tra i 700 g e gli 8 kg; le specie più piccole di questa famiglia sono anche i più piccoli ungulati del mondo. La specie africana, lo iemosco acquatico, è parecchio più grande, pesando 7-16 kg.

## Etimologia
Il termine Tragulus è di origine greca e significa «piccola capra»; è da ricordare, per l'appunto, che anche il nome di origine francese chevrotain, con cui i traguli sono noti in inglese, significa la stessa cosa.
Solo la specie africana, però, viene sempre chiamata chevrotain. Le specie asiatiche, infatti, presso gli anglosassoni, vengono indicate invariabilmente sia come chevrotain che come mouse-deer («cervi-topo»), sebbene alcuni autori recenti preferiscano utilizzare il termine chevrotain per le specie del genere Moschiola e mouse-deer per quelle del genere Tragulus. Di conseguenza, tutte le specie con la regione dorsale macchiata o striata sono note come chevrotain e tutte quelle di colorazione uniforme come mouse-deer.
Il nome telugu con cui viene indicato il tragulo macchiato indiano è Jarini Pandi, che letteralmente vuol dire «cervo-maiale»; in konkani, invece, la stessa specie è detta Barinka.
In singalese il tragulo viene chiamato meeminna, «cervo-topo». Questo stesso termine è divenuto il nome scientifico di una delle specie presenti nello Sri Lanka, il Moschiola meminna, appunto.

## Tassonomia

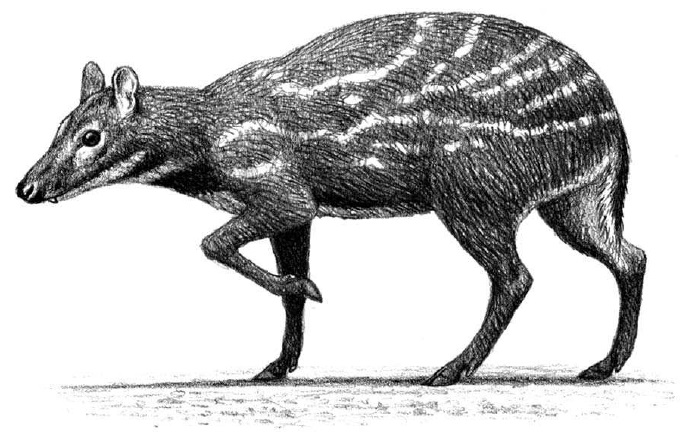
Ricostruzione di Mauricio Antòn di Dorcatherium, Tragulide estinto

Originariamente, all'interno della famiglia dei Tragulidi venivano riconosciute solamente quattro specie viventi. Nel 2004, sono state riconosciute specie a sé stanti due sottospecie di Tragulus napu, T. nigricans e T. versicolor, e due di T. javanicus, T. kanchil e T. williamsoni. Nel 2005, lo stesso trattamento è stato riservato a due sottospecie di Moschiola meminna, M. indica e M. kathygre. Dopo questi cambiamenti, il numero totale di specie è stato portato a 10:
- Genere Hyemoschus Gray, 1845
  - Hyemoschus aquaticus (Ogilby, 1841) - iemosco acquatico.
- Genere Moschiola Gray, 1852

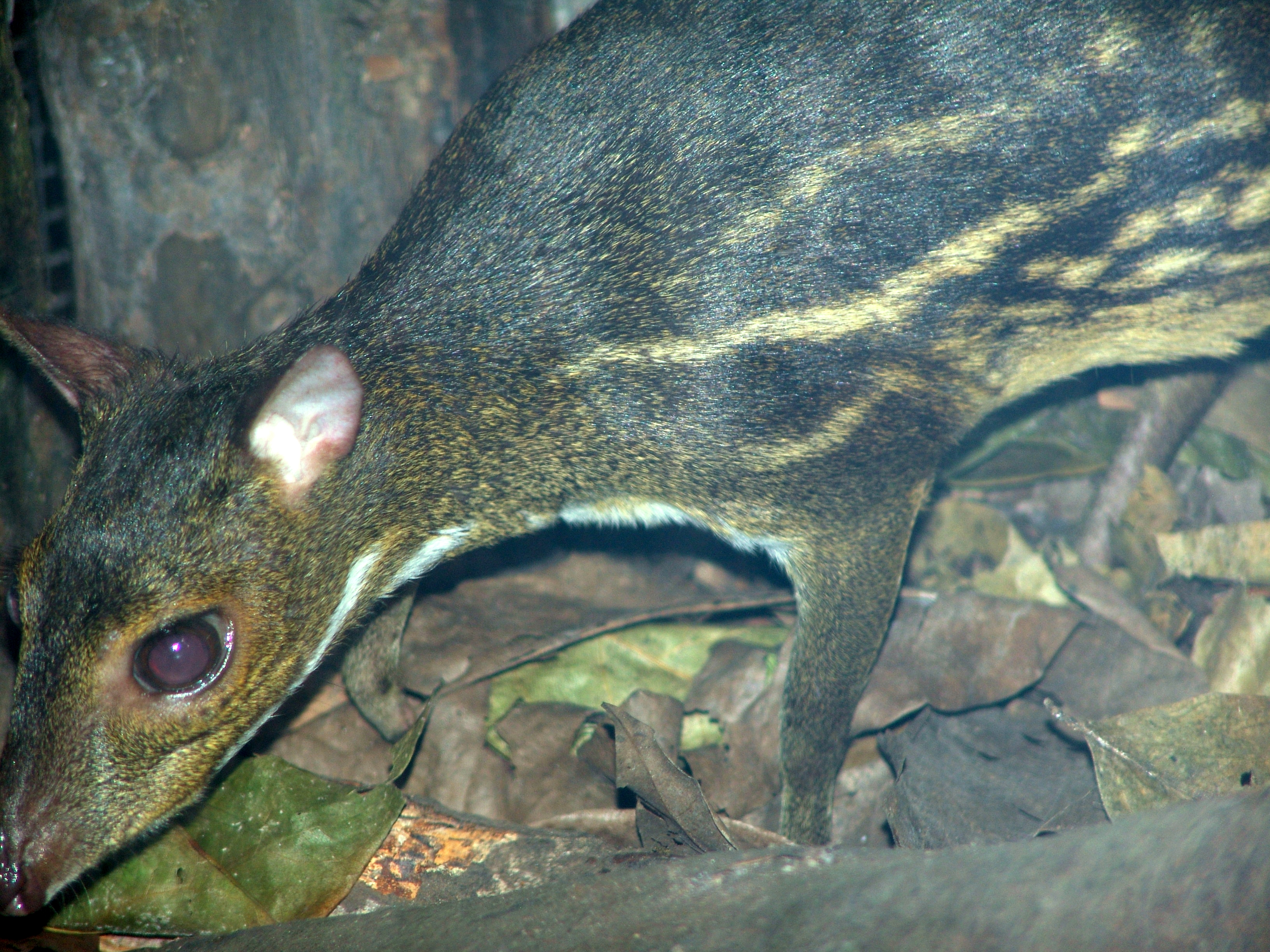
Un tragulo macchiato indiano.

  - Moschiola indica (Gray, 1852) - tragulo macchiato indiano;
  - Moschiola kathygre Groves e Meijaard, 2005 - tragulo a strisce gialle;
  - Moschiola meminna (Erxleben, 1777) - tragulo macchiato dello Sri Lanka.
- Genere Tragulus Brisson, 1762
  - Tragulus javanicus (Osbeck, 1765) - tragulo di Giava;
  - Tragulus kanchil (Raffles, 1821) - tragulo minore o kanchil;
  - Tragulus napu (F. Cuvier, 1822) - tragulo maggiore;
  - Tragulus nigricans Thomas, 1892 - tragulo delle Filippine;
  - Tragulus versicolor Thomas, 1910 - tragulo del Vietnam;
  - Tragulus williamsoni Kloss, 1916 - tragulo di Williamson.

### Generi e specie estinti
- †Afrotragulus Sánchez et al., 2010
- †Archaeotragulus Metais et al., 2001
- †Cryptomeryx Schlosser, 1886
- †Dorcabune Pilgrim, 1910
- †Dorcatherium Kaup, 1839
- Hyomoschus Blyth, 1865
  - †Hyomoschus crassus Lartet, 1837
- †Iberomeryx Gabunia, 1964
- †Krabimeryx Metais et al., 2001
- Siamotragulus Thomas et al., 1990
  - Siamotragulus haripounchai Mein and Ginsburg, 1997
  - †Siamotragulus sanyathanai Thomas et al., 1990
- Tragulus Brisson, 1762
  - †Tragulus sivalensis Lydekker, 1882
- †Yunnanotherium Han, 1986

## Biologia
I Tragulidi erano ampiamente diffusi e numerosi tra l'Oligocene (34 milioni di anni fa) e tutto il Miocene (circa 5 milioni di anni fa), ma durante tutto questo periodo di tempo sono rimasti quasi invariati e nell'aspetto ricordano quindi i ruminanti più primitivi. Hanno uno stomaco con quattro camere, all'interno delle quali vengono fatte fermentare le sostanze vegetali, ma la terza camera è poco sviluppata. Sebbene quasi tutte le specie si nutrano esclusivamente di materia vegetale, lo iemosco acquatico cattura occasionalmente anche insetti e granchi e si nutre di carogne, sia di animali terrestri che di pesci. Così come altri ruminanti, i Tragulidi sono privi degli incisivi superiori e partoriscono solo un unico piccolo.

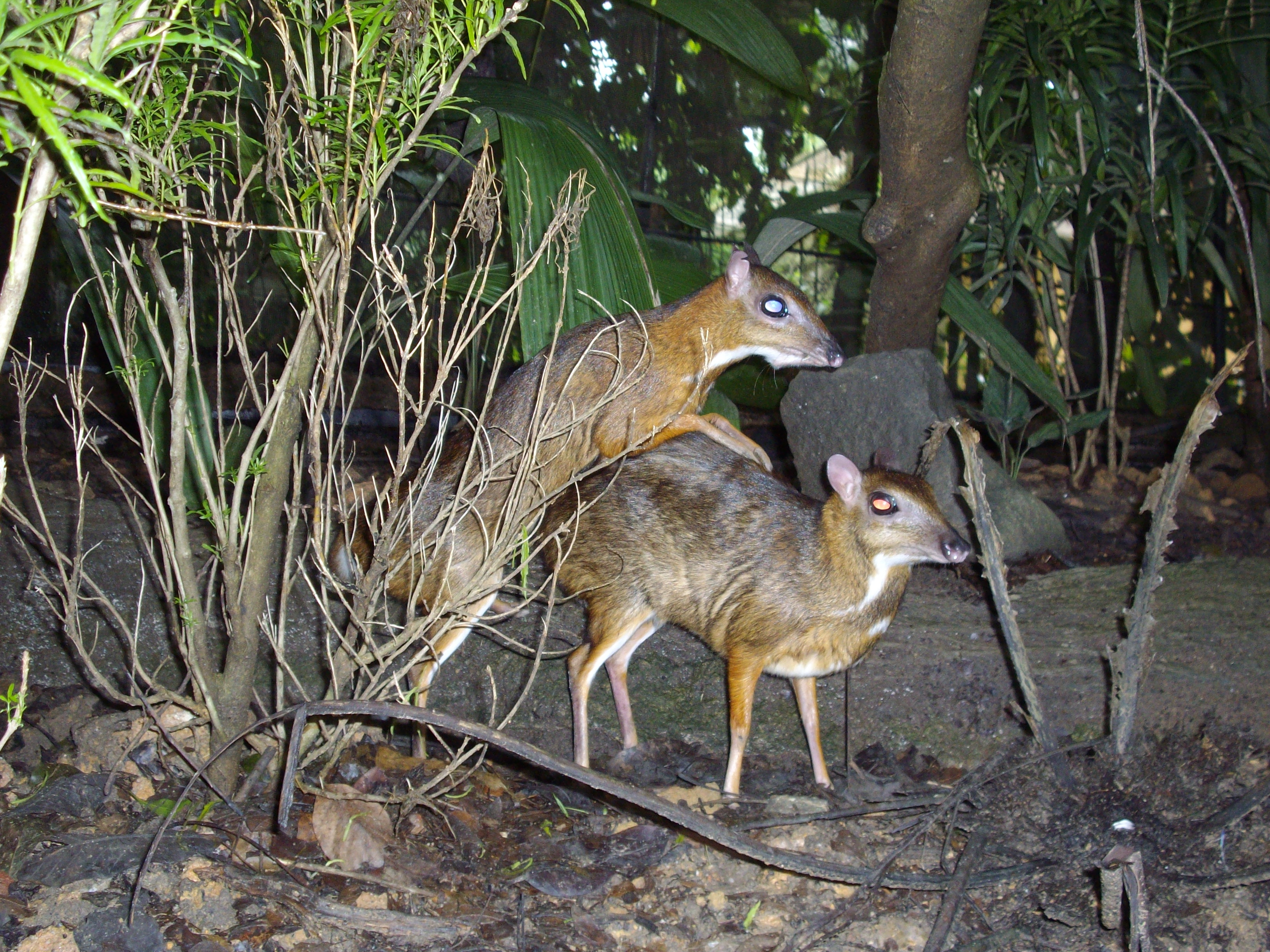
Accoppiamento tra traguli.

Per altri aspetti, comunque, ricordano gli Artiodattili non ruminanti, come i Suidi. Tutte le specie sono prive di corna, ma sia maschi che femmine sono muniti di canini allungati. Questi sono particolarmente prominenti nei maschi, dove sporgono da ambo i lati della mandibola, e vengono impiegati nei combattimenti. Hanno zampe corte e sottili che, pur non consentendo una grande agilità, conferiscono ai traguli un basso profilo che permette loro di spostarsi velocemente attraverso il fitto fogliame del loro ambiente. Tra le altre caratteristiche dei Tragulidi proprie anche dei Suidi, ricordiamo la presenza di quattro dita per ogni piede, l'assenza di ghiandole odorifere facciali, premolari con corone affilate e comportamento sessuale e copula simili a quelli dei maiali.
I Tragulidi vivono da soli o in coppia. I piccoli sono svezzati a tre mesi di età e raggiungono la maturità sessuale tra i cinque e i dieci mesi, a seconda della specie. Le cure parentali sono relativamente limitate. Sebbene siano privi delle ghiandole odorifere presenti in quasi tutti gli altri ruminanti, nei Tragulidi è presente una ghiandola sul mento grazie al cui secreto comunicano con i propri simili; lo iemosco acquatico, inoltre, possiede delle ghiandole anali e prepuziali impiegate per marcare il territorio. Il loro territorio è relativamente piccolo, dell'ordine di 13-24 ettari, ma di solito i vicini preferiscono ignorarsi a vicenda, piuttosto che mostrare un atteggiamento aggressivo.
Alcune specie mostrano una straordinaria affinità con l'acqua, rimanendo spesso immerse per lunghi periodi allo scopo di eludere predatori o altri intrusi, e ciò ha spinto alcuni a ipotizzare che i Cetacei si siano evoluti proprio a partire da creature amanti dell'acqua simili a piccoli cervi.